# 年輕人 (1972年電影)
《年轻人》（英語：young people）是由張徹执导的香港電影，由姜大卫、狄龙等領銜主演的电影。该电影主要讲述洪卫用一些方式，碰巧解决了两个学生因为喜欢上相同的女生所以产生了矛盾的事情。

## 劇情簡介
校活动小组国术组的何泰和体育明星林达因为一起喜欢上校花杨恋，所以这两个人会经常因为一些事情而暗中争斗。
与此同时，音乐组组长洪卫因为一些原因不小心参与进了这些事情中，而他的父亲是个格斗家，在一次比赛中死去。并且，他的觉得近期队员们情绪低落，于是决定拉到了自己的家里去练习梅花拳。
随后又过了一段时间，由于何泰和林达已经看对方不顺眼很久了，所以两个活动小组的人自然是因为一些原因而打了起来。而洪卫知道这些事情后，自然是出面去解决这些事情，并用了一些方式，也就是让这两个人攻击自己，从而让他们明白什么是合作。
而后，经历了这些的他们自然是成为了朋友，并决定合力夺得卡丁车的冠军，同时不再和杨恋产生任何的特别的关系。
随后，杨恋却和一直暗恋她的音乐组成员小狗相恋了。

## 演员表
- 姜大卫 饰 洪卫
- 狄龙 饰 林达
- 陈观泰 饰 何泰（国术组组长，说话经常只说两个字）
- 陈美龄 饰 杨恋
- 陈绍佳 饰 小可怜
- 林建明
- 徐发
- 王钟
- 刘俊辉
- 王青
- 司马华龙
- 杨柏尘
- 王将
- 陈国权
- 林伟图
- 卢迪
- 杨斯
- 午马
- 樊梅生
- 陈依龄
- 罗乐林
- 戚毅雄
- 王光裕
- 唐炎灿[4]

## 備註
1. ↑  張徹. . 香港電影資料館出版社. 2002. ISBN 9628050176.
2. ↑  .   [2021-12-14]. （原始内容存档于2021-12-14）.
3. ↑  李道新. . 北京大学出版社. 2005: 340. ISBN 7301084382.
4. ↑  .   [2021-12-14]. （原始内容存档于2021-12-14）.

## 相關連結
- 豆瓣链接 （页面存档备份，存于）
- 互联网电影数据库（IMDb）上《年轻人》的资料（英文）
- 香港影庫上《年轻人》的資料（繁體中文）